# Tea Šimić
Tea Šimić (Alagovac, Bosna i Hercegovina, 8. siječnja 1994.) je hrvatska kazališna, televizijska i filmska glumica, te se bavi plesom i pjevanjem. Suosnivačića je kazališne družine Emma.

## Životopis
Rožena je 8. siječnja 1994. u selu Alagovac u Bosni i Hercegovini. Pohađa Školu likovnih umjetnosti u Splitu gdje 2013. godine maturira kao fotografski dizajner, nakon čega se seli u Sarajevo na Akademiju scenskih umjetnosti gdje igra značajnije uloge kao Sultaniju u Hasanaginici, Martu u Pijanima, Anu Karenjinu u istoimenom djelu, te Amandu Wingfield u Staklenoj menažeriji s kojom je i diplomirala 2017. kao studentica generacije. Seli se u Zagreb gdje snima reklame i razne sinkronizacije za crtane filmove. U vrijeme eskalacije globalne pandemije koronavirusa, dok je Hrvatska bila u lockdownu, odlučila je započeti monodramu temeljenu na knjizi Martine Mlinarević pod nazivom Bukača. Odluka da otvori neprofitnu umjetničku organizaciju bila je ključna za taj korak. Godinu dana kasnije, monodrama Bukača osvojila je prvo mjesto na regionalnom festivalu monodrame Inbox. Tea i dalje djeluje u kazalištu, kako u vlastitim produkcijama, tako i u drugim nezavisnim kazalištima, izvodeći navedene predstave. Godine 2024. stječe status samostalne umjetnice i preuzima ulogu producentice u nadolazećim projektima kazališne družine EMMA.

## Filmografija

### Televizijske serije
- Na granici kao Sandra (2018. – 2019.)
- Metropolitanci kao Anela Mujdžić (2022.)
- San snova kao Maja Romić (2023. – 2024.)

### Filmovi
- The Life of Flowers (2016.)
- Berzaglia (2022.)

## Vanjske poveznice
- Tea Šimić u internetskoj bazi filmova IMDb-u (engl.)